# Chloe Margrethe Fausa
Chloe Margrethe Fausa (* 15. Mai 1992) ist eine ehemalige norwegische Skirennläuferin. Sie startete vorwiegend in Slalom und Riesenslalom. 

## Biografie
Fausa bestritt im November 2007 in Hemsedal ihre ersten FIS-Rennen. Ende November 2008 folgten die ersten vier Einsätzen im Europacup, bei denen sie sich allerdings noch nicht in den Punkterängen klassieren konnte. Am 1. März 2009 feierte sie in einem FIS-Riesenslalom in Voss ihren ersten Sieg und wurde kurz darauf sowohl im Slalom als auch im Riesenslalom norwegische Juniorenmeisterin. 2010 nahm sie an den Juniorenweltmeisterschaften in der Region Mont Blanc teil und erreichte dort als bestes Ergebnis den 36. Rang in der Abfahrt. Am 23. Oktober 2010 bestritt sie mit dem Riesenslalom von Sölden ihr erstes und einziges Weltcuprennen, konnte sich als 54. des ersten Durchgangs allerdings nicht für das Finale qualifizieren. Ab dem Winter 2010/11 startete Fausa regelmäßig im Europacup und erzielte am 3. Dezember 2010 mit Rang 18 beim Riesenslalom in Trysil ihr bestes Resultat. 
Im Rahmen des Australia New Zealand Cups bestritt sie im Sommer 2011 insgesamt neun Rennen und belegte in der Gesamtwertung den zweiten Platz hinter ihrer Teamkollegin Lotte Smiseth Sejersted. Nach 2010 und 2011 gehörte sie auch 2012 zum norwegischen Aufgebot für die Juniorenweltmeisterschaften und erreichte dort als bestes Ergebnis den zehnten Platz im Slalom. Zum Ende der Saison 2012 gewann sie erneut die nationalen Juniorentitel in Slalom und Riesenslalom. Bei Norwegischen Meisterschaften gewann sie bislang eine Silber- (Riesenslalom 2011) sowie drei Bronzemedaille (Riesenslalom 2009 und 2011, Slalom 2013).
Aufgrund ihres Studiums an der University of Utah startete Fausa seit der Saison 2013/14 statt im Europa- vorwiegend im Nor-Am Cup. Dort konnte sie am 15. Dezember 2013 beim Riesenslalom in Vail ihren ersten Sieg feiern, dem sie tags darauf den zweiten folgen ließ.

## Erfolge

### Nor-Am Cup
- Saison 2013/14: 10. Gesamtwertung, 2. Riesenslalomwertung
- 3 Podestplätze, davon 2 Siege:

| Datum             | Ort  | Land | Disziplin    |
| ----------------- | ---- | ---- | ------------ |
| 15. Dezember 2013 | Vail | USA  | Riesenslalom |
| 16. Dezember 2013 | Vail | USA  | Riesenslalom |

### Juniorenweltmeisterschaften
- Mont Blanc 2010: 36. Abfahrt, 84. Riesenslalom
- Crans-Montana 2011: 18. Super G, 23. Slalom
- Roccaraso 2012: 10. Slalom, 14. Riesenslalom

### Weitere Erfolge
- 4 Siege in FIS-Rennen
- 2 Podestplätze im Australia New Zealand Cup
- vierfache norwegische Juniorenmeisterin (Riesenslalom 2009 und 2012, Slalom 2009 und 2012)